# Пиџон (језеро)
Пиџон или Голубије језеро (енгл. Pigeon Lake) је језеро које се налази у централном делу канадске преријске провинције Алберта. 
Језеро има површину акваторије од 96,7 км² и захвата сливно подручје од 187 км². Максимална дужина језера је 13,1 а ширина 14,7 км, са просечном дубином од 6,2 метара. Језеро се малим каналом одводњава ка реци Бетл. 
Све до 1858. језеро је носило назив Вудпекер или језеро Детлића (енгл. Woodpecker Lake), које је представљало енглеску варијанту индијанског назива за детлића Hmi-hmoo. 
Његове добрим делом песковите и приступачне обале, те близина великих градова попут Едмонтона, Ледука и Ветаскивина учинили су језеро Пиџон једним од најпопуларнијих излетишта и одмаралишта у овом делу Канаде. Тако је око његових обала изграђено преко 2.300 викендица, 10 летњих одмаралишта и 9 туристичких насеља.